# Novial
Novial is een kunsttaal (nov = nieuw + IAL = Internationale Hulptaal) door Otto Jespersen geconstrueerd. Jespersen is een Deens taalkundige die zich eerder al met de ontwikkeling van Ido inliet. Hij bedacht Novial om de internationale communicatie en vriendschap te vergemakkelijken zonder dat iedereen zijn moedertaal diende te vervangen.
De woordenschat van Novial is grotendeels op de Germaanse en Romaanse talen gebaseerd en de grammatica is zwaar beïnvloed door het Engels.
De eerste introductie van Novial gebeurde in 1928 met Jespersens boek "een Internationale Taal". Een update van zijn woordenboek Novial werd twee later jaar gepubliceerd. Verdere wijzigingen werden voorgesteld in de jaren 30, maar met de dood van Jespersen in 1943 kwam de taal in onbruik. In de jaren 90, met de opmars van het Internet, herwon de kunsttaal aan belang en herontdekten vele mensen Novial.

## Novial vandaag
Hoewel Novial niet zo populair is als zijn bekendere voorganger, het Esperanto, heeft het toch een kleine aanhang. Er zijn verscheidene inspanningen gebeurd om Novial te herzien. Een dergelijk project is Novial '98. (zie externe link)

## Novial vergeleken met Esperanto en Ido
Jespersen was een professioneel taalkundige, in tegenstelling tot de schepper van het Esperanto. Hij hield niet van het willekeurige en kunstmatige karakter van Esperanto en Ido.
Verder had hij bezwaar tegen onder andere de verbuigingen die hij overbodig complex vond. Hij wilde Novial welluidend en regelmatig maken, maar tegelijkertijd ook de nuttige structuren van natuurlijke talen bewaren.